# Daniel Hallenberg
Johann Daniel Hallenberg (* 12. Juni 1793 in Sachsenberg; † 5. September 1874 ebenda) war ein deutscher Bürgermeister und Politiker.

## Leben
Hallenbergs Eltern waren Johann Daniel Hallenberg (* 6. November 1767 in Sachsenberg; † 20. Juni 1823 ebenda) und dessen Ehefrau Anna Louise geborene Beißenherz. Er war evangelisch und heiratete am 19. Oktober 1823 in Sachsenberg Marie Luise Conradi (* 19. März 1802 in Sachsenberg; † 3. Mai 1879 ebenda), die Tochter des Henrich Adam Conradi und der Anna Elisabeth Vollmar.
Hallenberg war Bürger und Fuhrmann in Sachsenberg. Vom 1. April 1848 bis Ende Dezember 1855 war er Bürgermeister der Stadt Sachsenberg. Als solcher war er vom 4. bis zum 14. Juni 1848 Mitglied des Landstandes des Fürstentums Waldeck.